# 韦德·埃利奥特
韦德·帕特里克·埃利奥特 （英語：Wade Patrick Elliot，1978年12月14日—）是一名已退役英格蘭足球運動員，擔任中場或右中場。

## 球會生涯

### 青年及非聯賽
韦德·埃利奥特在伊斯特利出生並在南安普顿展開足球生涯，同時亦是英格蘭U16成員，在16時埃利奥特被球會青年軍釋出後，之後他專注於應付高考。埃利奥特就讀大學時加盟非聯賽球會巴什利，期間被前伯恩茅斯球員吉米·凯斯發挖，並安排他參加一場英甲球會的試練比賽，自1998年聖誕節起埃利奥特便跟隨伯恩茅斯操練，並在2000年2月以£5,000轉會費簽下

### 伯恩茅斯
在效力伯恩茅斯首個球季，埃利奧特聯賽上場12次並打進3球，翌季他得到更多上場機會，並成為球會年度最佳球員。埃利奧特的合約在2004年夏天完結後重簽一年。在2004/05球季他在各項賽事上場51次並打進5球。之後他與同樣合約完結的隊友加雷斯·奥康納轉投伯恩利。

### 伯恩利
埃利奧特在伯恩利首個球季在聯賽上場36次及打進3球，當中只有23次是先發。在2007/08球季，他簽下一份新的三年合約。翌季他在幫助球隊晉級英超過程中扮演十分重要的角色，並在附加賽決賽中打進比賽唯一入球，這球不但使伯恩利晉級英超，還使球隊收入增加高達£6,000萬。埃利奧特代表球會第200次聯賽上場是作客赫尔城足球俱乐部，以4-1戰敗。

### 伯明翰城
2011年8月31日，埃利奧特加盟剛降級至英冠的伯明翰，簽約兩年。在主場以3-0戰勝米尔沃尔的賽事中以替補身份首次上場，9月29日歐洲聯賽對馬里博爾賽事中打進在球會的首個進球。他在球會首個聯賽進球是在2012年3月作客莱斯特城，他主射點球，但球隊仍以3-1落敗。他在球會第三個聯賽進球是在2012年9月對彼得伯勒联，由他主射自由球，但對方守門員撲入網內並計算為烏龍球，後來才改判為埃利奧特的進球 。2013年6月，埃利奧特續約一年。2013年10月聯賽盃對斯托克城賽事中，在半場完結前因肘擊對方球員而被罰下。11月30日對巴恩斯利的比賽是他代表伯明翰的第100場賽事，以3-0贏球。

### 布里斯托尔城
在2014年1月28日，得不到上場機會的他被外借至英甲球會一個月布里斯托尔城。在當天對賓福特的賽事中在半場以替補身份上場，以3-1落敗。

## 榮譽
伯恩利
- 英格蘭足球冠軍聯賽附加賽冠軍：2008–09

## 外部連結
- Profile （页面存档备份，存于） at Birmingham City F.C. website
- Profile at Burnley F.C. website
- 足球数据库：韦德·埃利奥特的球员统计数据